# Roháče

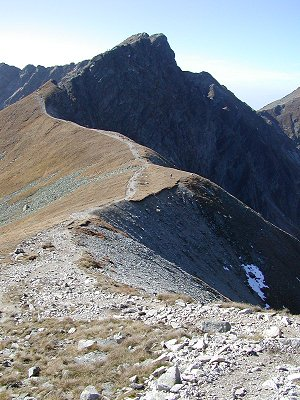
Baníkov, nejvyšší hora Roháčů

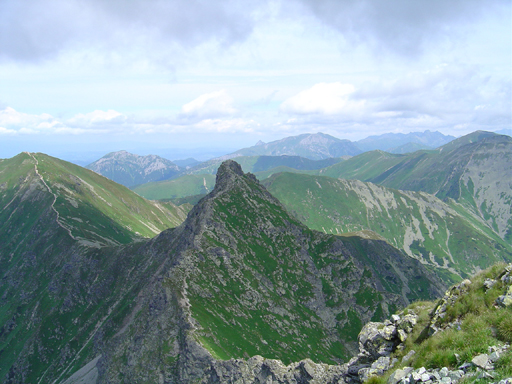
Ostrý Roháč

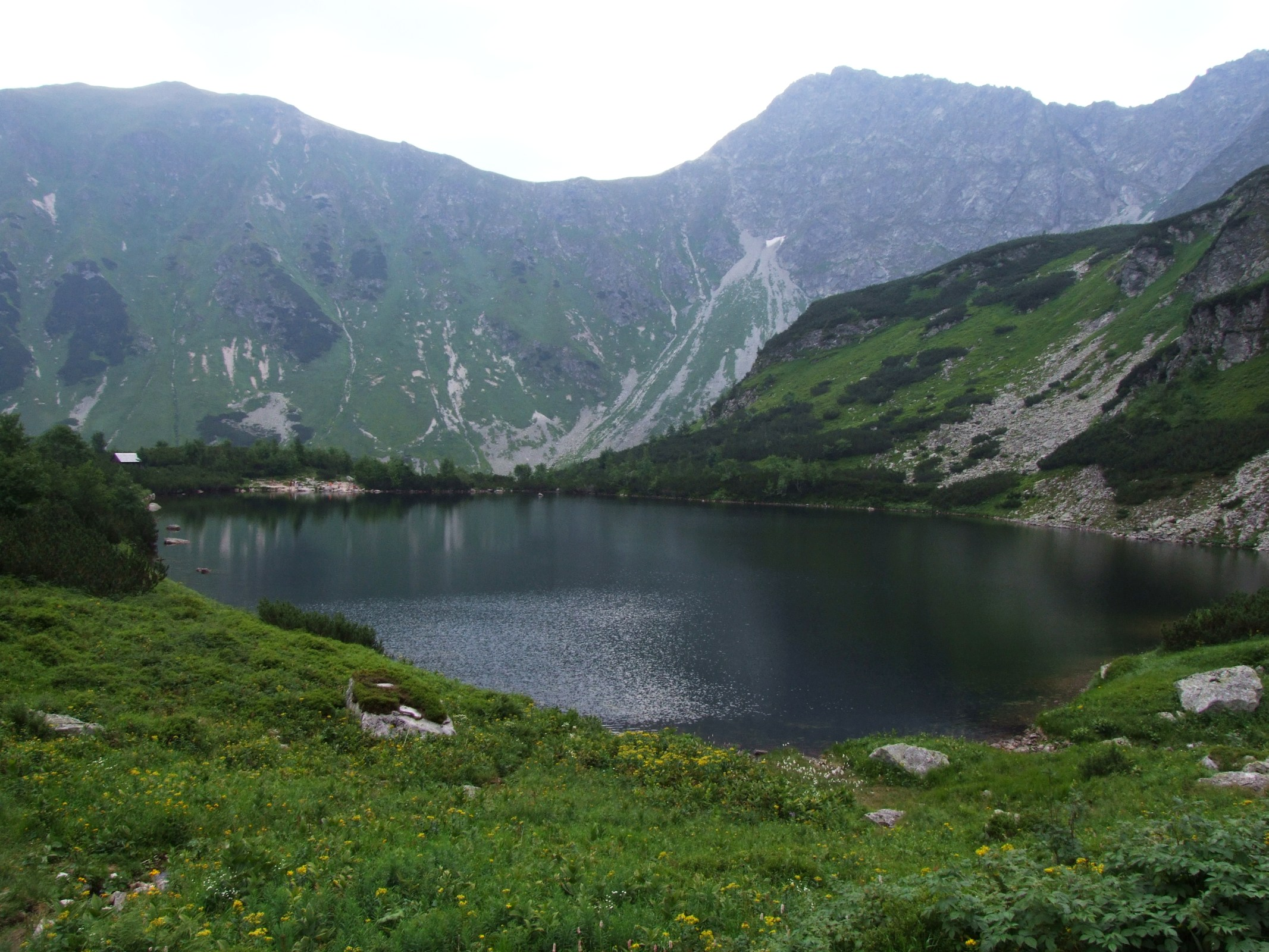
Dolné Roháčské pleso

Roháče (polsky Rohacze, německy Rohács-Gruppe, Rohácsgebirge, maďarsky Rohács-csoport) jsou jeden z geomorfologických okrsků Západních Tater na Slovensku a částečně i v Polsku. Část Roháčů (asi 260 km²) je od roku 1987 součástí Tatranského národního parku, na polské části jsou částí polského Tatranského národního parku. Masiv je jádrovým pohořím složený z žuly a krystalických břidlic, vytvořených v prvohorách. Roháče jsou velmi populárním cílem vysokohorských turistů. Výborné sněhové podmínky způsobují, že je pohoří hodně navštěvováno i v zimě, kdy se jeho turistický přechod obzvláště cení.

## Charakteristika
V Roháčích kralují mohutné vrcholy, které tvoří typickou vysokohorskou skupinu s dokonale vyvinutými glaciálními formami. Nejvyšší štíty vytvářejí nerozlučnou dvojici štíhlých skalnatých vrchů, které se podobají dvěma čertovým rohům, a také proto dostaly toto výstižné pojmenovaní.
Z fauny se zde často vidět například kamzíka, sviště, orla skalního nebo dokonce medvěda. Na vyhřátých stráních Osobité a Sivého vrchu je možné spatřit motýla jasoně červenookého.
Roháče mají nejbohatší květenu v celém fytogeografickém systému Tater. V Roháčích rostou vzácné relikty z dávných geologických dob a endemity, které nikde jinde nerostou.
Roháče jsou domovem pro mnohé jiné, více či méně, ohrožené živočichy a rostliny.

## Poloha
Roháče se táhnou ve směru východ – západ. Na západě jsou odděleny sedlem Pálenica (1573 m) od Sivého vrchu, na východě Jamnickým sedlem (1908 m) od Liptovských Tater, na severovýchodě na vrcholu Volovce navazuje geomorfologický okrsek Lúčna (polsky Grześ) (1653 m).
Zařazení Roháčů do geomorfologického členění celých Tater zobrazuje následující tabulka:
| Geomorfologické členění Tater                                            | Geomorfologické členění Tater | Geomorfologické členění Tater |
| ------------------------------------------------------------------------ | ----------------------------- | ----------------------------- |
| ZÁPADNÍ KARPATY • Vnitřní Západní Karpaty • Fatransko-tatranská oblast   |                               |                               |
| ZÁPADNÍ TATRY                                                            | Osobitá                       | Osobitá (1687 m)              |
| ZÁPADNÍ TATRY                                                            | Sivý vrch                     | Sivý vrch (1805 m)            |
| ZÁPADNÍ TATRY                                                            | Roháče                        | Baníkov (2178 m)              |
| ZÁPADNÍ TATRY                                                            | Liptovské Tatry               | Bystrá (2248 m)               |
| ZÁPADNÍ TATRY                                                            | Červené vrchy                 | Kresanica (2122 m)            |
| ZÁPADNÍ TATRY                                                            | Liptovské kopy                | Veľká kopa (2052 m)           |
| ZÁPADNÍ TATRY                                                            | Lúčna                         | Lúčna (1653 m)                |
| ZÁPADNÍ TATRY                                                            | Kasprov vrch                  | Kasprov vrch (1987 m)         |
| ZÁPADNÍ TATRY                                                            | Ornak                         | Zadni Ornak (1867 m)          |
| VÝCHODNÍ TATRY                                                           | Vysoké Tatry                  | Gerlachovský štít (2655 m)    |
| VÝCHODNÍ TATRY                                                           | Belianské Tatry               | Havran (2152 m)               |
| PROVINCIE • Subprovincie • Oblast / Celek / PODCELEK • Okrsek • (vrchol) |                               |                               |

## Vrcholy
Do skupiny Roháčů patří několik vrcholů v hlavním hřebeni Západních Tater. Mnohé z nich patří mezi nejvyšší hory celého pohoří a výrazně přesahují 2000 m. Následující tabulka uvádí všechny vrcholy Roháčského hřebene od západu na východ, s uvedením nadmořské výšky, prominence a turistické značky.
| #   | Vrchol      | Výška  | Promi- nence | Přístup                                              |
| --- | ----------- | ------ | ------------ | ---------------------------------------------------- |
| 1.  | Pálenica    | 1753 m | 010 m        | červená turistická značka                            |
| 2.  | Zuberec     | 1806 m | 010 m        | červená turistická značka                            |
| 3.  | Brestová    | 1934 m | 078 m        | červená turistická značka · modrá turistická značka  |
| 4.  | Salatín     | 2048 m | 133 m        | červená turistická značka · zelená turistická značka |
| 5.  | Spálená     | 2083 m | 060 m        | červená turistická značka                            |
| 6.  | Pachoľa     | 2167 m | 127 m        | červená turistická značka                            |
| 7.  | Baníkov     | 2178 m | 261 m        | červená turistická značka · zelená turistická značka |
| 8.  | Hrubá kopa  | 2166 m | 101 m        | červená turistická značka                            |
| 9.  | Tri kopy    | 2136 m | 030 m        | červená turistická značka                            |
| 10. | Plačlivé    | 2125 m | 160 m        | červená turistická značka · žlutá turistická značka  |
| 11. | Ostrý Roháč | 2088 m | 123 m        | červená turistická značka                            |
| 12. | Volovec     | 2063 m | 153 m        | červená turistická značka · modrá turistická značka  |

## Významná sedla
- Baníkovské sedlo (2040 m)
- Smutné sedlo (1963 m)
- Jamnícke sedlo (1908 m)
- sedlo Parichvost (1855 m)
- sedlo Pálenica (1573 m)

## Turistický přechod
V západní části Roháčů, mezi vrcholy Spálená a Salatín, se nachází 1,5 km dlouhý, ostře modelovaný hřebínek zvaný Skriniarky. Nejobtížnější úseky jsou zajištěny řetězy. Lehké zajištění můžeme nalézt pod vrcholem Pachoľa. Jeden z nejtěžších úseků Roháčů je přechod Baníkova, který je zajištěn řetězy v poměrně velké expozici. Pokračováním na východ po hřebeni je dalším obtížným úsekem přechod trojvrcholu Tri kopy, kde je natažen pevný řetěz. Nezkušeným se tato část přechodu nedoporučuje. Skupina Ostrého Roháče a Plačlivé je rovněž zajištěna.
Hřeben je velmi oblíbený k zimním přechodům, přestože je v období od 1. listopadu do 1. června oficiálně uzavřen. Hrozí zde nebezpečí lavin, terén je namrzlý a náročnost vzrůstá v závislosti na podmínkách.

## Plesa
V Roháčích se nachází několik menších ples.
- Vyšné Jamnícke pleso (1836 m)
- Nižné Jamnícke pleso (1732 m)
- Roháčská plesa (1719 m)
- Bobrovecké plieska (1497 m)